# Sergio Martínez Montón
Sergio Martínez Montón (Madrid, 9 de septiembre de 1988) es un futbolista español. Juega de centrocampista.

## Trayectoria
Sergio Martínez es un futbolista alicantino pese a que nació en Madrid por circunstancias familiares. Se formó íntegramente en la cantera del Hércules CF salvo la temporada 2002/03 que jugó en el juvenil del Villarreal. En las temporadas 2003/04 y 2004/05 jugó con el juvenil de División de Honor y con el Hércules B en Preferente, además de que comenzó a entrenar con el primer equipo bajo las órdenes de Juan Carlos Mandiá. En la temporada 2005/06 debutó en Segunda División, en el Rico Pérez frente al Málaga B (1-1) el 28 de agosto de 2005.
Posteriormente se fue cedido al Jove Español de San Vicente del Raspeig en Tercera División, entrenado por Manolo Alfaro. La temporada 2007/08 rescindió contrato con el Hércules y fichó por el Torrevieja, donde estuvo (jugó 17 partidos) hasta que en el mercado invernal fichó por el Club Atlético Ciudad de Lorquí que quedó campeón del Grupo XIII de Tercera; con el Ciudad jugó 17 encuentros y logró 4 goles. En la primera eliminatoria de la promoción de ascenso a Segunda B, Sergio fue un jugador clave al lograr en la prórroga el gol de la victoria frente al Tomelloso. En la segunda eliminatoria contra el Villanovense consiguió el ascenso a Segunda B.
En 2008 fichó por el Águilas. Tras una buena temporada con el Águilas, fichó por la Unión Deportiva Almansa con el objetivo del ascenso a Segunda B, junto a otros dos ex herculanos, Javi Verde y Juande.

## Clubes
| Club             | País   | Año       |
| ---------------- | ------ | --------- |
| Hércules B       | España | 2005-2006 |
| Hércules CF      | España | 2005      |
| FC Jove Español  | España | 2006-2007 |
| FC Torrevieja    | España | 2007-2008 |
| Ciudad de Lorquí | España | 2007-2008 |
| Águilas CF       | España | 2008-2009 |
| UD Almansa       | España | 2009-2010 |

## Palmarés

### Campeonatos nacionales
| Título                        | Club             | País   | Año       |
| ----------------------------- | ---------------- | ------ | --------- |
| Campeón Grupo XIII de Tercera | Ciudad de Lorquí | España | 2007-2008 |